# Nangue de Viñas
Nangue de Viñas är en ort i Mexiko.   Den ligger i kommunen Mexticacán och delstaten Jalisco, i den centrala delen av landet, 400 km nordväst om huvudstaden Mexico City. Nangue de Viñas ligger 1 690 meter över havet och antalet invånare är 173.
Terrängen runt Nangue de Viñas är kuperad norrut, men söderut är den platt. Nangue de Viñas ligger nere i en dal. Runt Nangue de Viñas är det ganska glesbefolkat, med 47 invånare per kvadratkilometer. Närmaste större samhälle är Yahualica de González Gallo, 6,7 km sydväst om Nangue de Viñas. I omgivningarna runt Nangue de Viñas växer huvudsakligen savannskog.